# Visconde de Miranda
Visconde de Miranda é um título nobiliárquico criado por D. Carlos I de Portugal, por Decreto de data desconhecida, em favor de Joaquim Lobo de Miranda.
Titulares
1. Joaquim Lobo de Miranda, 1.º Visconde de Miranda.